# Sehlem (Hildesheimi járás)
Sehlem Lamspringe településrésze Németországban, azon belül Alsó-Szászország tartományban. Lakosainak száma 740 fő (2011. május 9.). Sehlem Bockenem, Neuhof és Harbarnsen településekkel határos.

## Népesség
A település népességének változása:

| 2011 | 740 |